# Nardoa gomophia
Nardoa gomophia är en sjöstjärneart som först beskrevs av Perrier 1875.  Nardoa gomophia ingår i släktet Nardoa och familjen Ophidiasteridae.
Artens utbredningsområde är Nya Kaledonien. Inga underarter finns listade i Catalogue of Life.